# یواس‌اس بالارد (دی‌دی-۶۶۰)
یواس‌اس بالارد (دی‌دی-۶۶۰) (به انگلیسی: USS Bullard (DD-660)) یک کشتی بود که طول آن ۱۱۴٫۷ متر (۳۷۶ فوت) بود. این کشتی در سال ۱۹۴۳ ساخته شد.